# Соціоінформатика
Соціоінформатика — наука про сприйняття, перетворення та передачу інформації соціальними системами та в соціальних системах. Визначення сформульоване українським науковцем, директором Центру з інформаційних проблем територій НАН України, Петром Жуком.
Методи соціоінформатики ґрунтуються на використанні досягнень різних розділів кібернетики, передовсім, теорії систем, інформатики, практичної реалізації теоретичних розробок з об'єднувальною назвою «штучний інтелект», теорії динамічних систем, математичної лінгвістики й інших розділів математики, а також філософії історії, психології, соціології. Соціоінформатика здійснює об'єднання засобів цих галузей, предметом якого є інформація в суспільних системах. Використання понять, тверджень і методів цих галузей дозволяє дослідити (описати й вивести логічно певні твердження) розвиток на мові, яка є частиною мови сучасних технічних і природничих наук, разом з тим, органічно випливає з мови теології та філософії. Тому таке дослідження об'єднує стосовно свого предмету різні світоглядні системи.

## Базові поняття соціоінформатики

### Соціальна система
Соціальною системою вважається сукупність осіб, діяльність яких взаємопов'язана, що мають певні спільні цілі та певні спільні засоби досягнення цілей. Основні соціальні системи — народ та його підсистеми різних рівнів, зокрема, сім'ї, родини, трудові колективи, територіальні громади, соціальні верстви, політичні й громадські організації. Оскільки інформація взаємодіє зі суспільством через осіб, то до предмету соціоінформатики входять також зовнішні аспекти взаємодії інформації з особою, які проявляються в суспільній діяльності особи.

### Соціоінформаційне визначення інформації
Оскільки в соціоінформатиці досліджуються не закони передачі чи збереження, а закони суспільної дії інформації, то трактування інформації відрізняється від технічного трактування. За соціоінформаційним означенням інформація — відкладена зміна стану об'єкта, тобто дія, яка може колись відбутися і привести до зміни стану. Так що основною кількісною характеристикою інформації є її значимість, що визначається величиною змін, до яких ця інформація може привести.

### Цілеспрямована соціальна система
Базовими поняттями соціоінформатики є також поняття цілеспрямованої системи та семантичного поля. Цілеспрямована система — об'єкт, який в кожен момент часу має певний стан і може виконувати певну дію, вибір якої з сукупності допустимих на цей час дій відбувається за певним алгоритмом цілеспрямованого вибору стратегії і поточної дії так, щоб прогнозовані внаслідок цього зміни стану об'єкта та його зовнішнього середовища на заданому цільовому проміжку часу давали найбільший цільовий функціонал, який є критерієм позитивності стану об'єкта і середовища. Розгляд цілеспрямованих систем необхідний в соціоінформатиці для виявлення значення інформації для суспільної системи — інформація важлива для системи настільки, наскільки може збільшити її цільовий функціонал.

### Семантичне поле
Поняття семантичного поля використовується для задання структури інформації, що визначає особливості її дії. Семантичне поле — інформаційний об'єкт, який складається з семантичного гіперграфа (СГ), траєкторії станів, відображення станів в елементах СГ. Вершинами семантичного гіперграфа суб'єкта є поняття, що ними оперує цей суб'єкт, дугами — твердження, що задають певні співвідношення між цими поняттями, до дуг прив'язані характеристики істинності, позитивності, важливості й активності тверджень. Вершинами СГ можуть бути також твердження, якщо вони з'єднуються дугами, що означають складні твердження. Траєкторії станів містять фрагменти послідовностей змін станів об'єктів світу, одержаних засобами сприйняття суб'єкта, а відеозображення станів зв'язує ці фрагменти (прообрази) з відповідними до них поняттями і твердженнями СГ (образами). Механізм дії інформації на соціальну систему полягає в тому, що інформація, яка має певну семантичну структуру, подана на певних носіях, взаємодіє з семантичним полем соціальної системи, в яку вона поступає, змінюється активність різних елементів семантичного поля, виділяються ті, що зв'язані з цією інформацією, і на їх сукупності інформаційними засобами аналізу та синтезу відповідно до цільового функціоналу та поточних задач цієї системи формуються інформаційні елементи для добудови семантичного поля системи та подачі інформації назовні.

## Задачі
Основні задачі соціоінформатики:
- ефективне донесення інформації в суспільних системах;
- прогноз дії інформації на суспільні системи;
- верифікація (визначення правдивості) інформації, наявної в інформаційному середовищі суспільства;
- захист суспільства від неправдивої та соціально шкідливої інформації;
- цільовий підбір інформації для ефективного використання;
- аналіз динаміки суспільних процесів.

## Результати
Основні результати, які дає соціоінформатика:
- розгляд мислення людини, як функціонування семантичного поля, відповідно до цього пояснення властивостей та оцінки параметрів процесу мислення;
- закономірності формування суспільних стереотипів на семантичних полях соціальних систем;
- опис і прогнозування зміни стану соціальних систем як цілеспрямованих систем;
- виявлення властивостей цільових функціоналів, необхідних для стійкого функціонування суспільних систем у різних зовнішніх середовищах;
- закономірності динаміки суспільних процесів;
- критерії цінності інформації для суспільних систем;
- умови, при яких відбувається розвиток систем;
- закономірності динаміки взаємодії форми і змісту інформації при її дії на соціальні системи;
- соціоінформаційне трактування закону збереження інформації, який полягає в тому, що будь-яка інформаційна дія має наслідок у стані систем, з якими вона пов'язана.